# دولة العراق الإسلامية
دولة العراق الإسلامية التي أصبحت فيما بعد الدولة الإسلامية في العراق والشام (داعش) ثمَّ الدولة الإسلامية، هي جماعة مسلحة عراقية تعتبر مظلة لعدد من الجماعات المسلحة وتأسست في 15 تشرين الأول/أكتوبر 2006 في العراق. وهذه المجموعة ظهرت من خلال عدد من الجماعات قبل الإعلان عن «تأسيس الدولة». وتتهم بأن لها يد في هجمات تسببت في مقتل جنود عراقيين. غيّرَ أميرُها أبو بكر البغدادي اسمَها وولايتَها المكانية في 9 نيسان/أبريل 2013 لتصبح الدولة الإسلامية في العراق والشام والمعروفة عالميا بداعش.
زعم التنظيم أن هدفه هو إقامة دولة خلافة إسلامية، خصوصًا في المناطق التي يغلب عليها أهل السنة في العراق. وتواجد كثيرًا في محافظات؛ بغداد، وديالى، والأنبار، وكركوك، ونينوى، وصلاح الدين وأجزاء من واسط وبابل. فيما أعلنت في أول الأمر أن بعقوبة هي «عاصمة» لها، وقد «بايعت» أبو عمر البغدادي «أميراً» لها.

## فك الارتباط بتنظيم القاعدة
كان ذلك في كلمة صوتيّة لأبو حمزة المهاجر بعنوان "إِنِ الحُكمُ إِلَّا لِلَّهِ" تمّ نشرها بتاريخ 19 شوال 1427 الموافق 10 نوفمبر 2006، ورد خلالها قوله: «معلناً ذوبان كل التشكيلات التي أسسناها بما فيها مجلس شورى المجاهدين، وبالنيابة عن إخواني في المجلس تحت سلطة دولة العراق الإسلامية».
وفي الشهر التالي، قال أبو عمر البغدادي الأمير السابق لدولة العراق الإسلامية في شريط صوتي بث بتاريخ 2 ذو الحجة 1427 الموافق 23 ديسمبر 2006 حمل عنوان "وَقُلْ جَاءَ الحَقُّ وَزَهَقَ البَاطِلُ": «وما القاعدة إلا فئة من فئات دولة الإسلام». و قال أيضا في شريط صوتي بث بتاريخ 24 ذو القعدة 1428 الموافق 4 ديسمبر 2007 يحمل عنوان "فَأَمَّا الزَّبَدُ فَيَذْهَبُ جُفَاءً": «وأمير القاعدة المهاجر أعلن وعلى الملأ بيعته وسمعه وطاعته للعبد الفقير وحُلَّ التنظيم رسمياً لصالح دولة الإسلام دولة العراق الإسلامية».

## التشكيلة الوزارية الأولى
أعلن المتحدث الرسمي لدولة العراق الإسلامية آنذاك "أبو عبد الله الجبوري" عن التشكيلة الوزارية الأولى للتنظيم في بيان نُشر شهر ربيع الثاني سنة 1428 هـ الموافق لشهر أبريل سنة 2007 وكانت كالتالي:
- أبو عبد الرحمن الفلاحي؛ وزيرًا أول للأمير.
- أبو حمزة المهاجر؛ وزيرًا للحرب.
- أبو عثمان التميمي؛ وزيرًا للهيئات الشرعية.
- أبو بكر الجبوري؛ وزيرًا للعلاقات العامة.
- أبو عبد الله الجبار الجنابي؛ وزيرًا للأمن العام.
- أبو محمد المشهداني؛ وزيرًا للإعلام.
- أبو عبد القادر العيساوي؛ وزيرًا لشؤون الشهداء والأسرى.
- أبو أحمد الجنابي؛ وزيرًا للنفط.
- مصطفى الأعرجي؛ وزيرًا للزراعة والثروة السمكية.
- أبو عبد الله الزيدي؛ وزيرًا للصحة.

## التشكيلة الوزارية الثانية
أعلن عنها أمير التنظيم آنذاك أبو عمر البغدادي في إصدار صوتي شهر شوال سنة 1430 هـ وكانت:
- أبو حمزة المهاجر عبد المنعم البدوي؛ وزيرًا أول للأمير، ووزيرًا للحرب.
- عبد الوهاب المشهداني؛ وزيرًا للهيئات الشرعية.
- محمد الدليمي؛ وزيرًا للعلاقات العامة.
- حسن الجبوري؛ وزيرًا لشؤون الأسرى و الشهداء.
- عبد الرزاق الشمري؛ وزيرًا للأمن.
- عبد الله القيسي؛ وزيرًا للصحة.
- أحمد الطائي؛ وزيرًا للإعلام.
- أسامة اللهيبي؛ وزيرًا للنفط.
- يونس الحمداني؛ وزيرًا للمالية.

## أحداث

### 2009
في 25 تشرين الأول/أكتوبر 2009 وقعت تفجيرات في بغداد تسببت في مقتل 155 شخصا وجرح 721، وفي 8 ديسمبر 2009 وقعت تفجيرات في العاصمة العراقية تسببت في مقتل 127 شخصا على الأقل وجرح 448. وكلا الهجومين ادعى تنظيم الدولة الإسلامية أنه من قام بهما.

### 2010
- أعلن تنظيم دولة العراق الإسلامية أنه المسؤولة عن سلسلة تفجيرات وقعت في 25 تمّوز /يوليو 2010 ضربت العاصمة العراقية وتسببت في مقتل 41 شخصا. وأيضا تفجيرات في 4 نيسان/أبريل تسببت في مقتل 42 وجرح 224 آخرين. وفي 17 حزيران/يونيو 2010 أعلن التنظيم مسؤوليته عن الهجوم على البنك المركزي العراقي والذي تسبب في مقتل 18 وجرح 55.[10]
- الهجوم على كنيسة ببغداد وقتل 58 شخص في الحادثة المعروفة بمجزرة سيدة النجاة.
- 14 كانون الأول (ديسمبر) 2010 :انتحاري ستوكهولم وعد تنظيم دولة العراق الإسلامية بتنفيذ الهجوم.[11]

### 2011
- 27 تشرين الأول/أكتوبر 2011 : اعتقال 12مطلوبا بينهم مفتي تنظيم دولة العراق الإسلامية شمالي واسط.[12]
- 29 تشرين الأول/أكتوبر 2011 : مقتل أمير تنظيم  دولة العراق الإسلامية في شمال العراق وممثل أبو بكر البغدادي باشتباك مسلح غرب الموصل.[13][14]

### 2013
أعلن تنظيم الدولة عن امتداده بقوة إلى الأراضي السورية ليتغير اسم «دولة العراق الإسلامية» إلى «الدولة الإسلامية في العراق والشام» عبر تسجيل صوتي لزعيم التنظيم «أبو بكر البغدادي» وقد امتدت مناطق سيطرة التنظيم فعلياً لتشمل عملياتها وقيادتها كلا البقعتين.
في 21 تموز/يوليو 2013 نفذ إقتحام سجن أبو غريب وتهريب معظم المعتقلين، هرب في العملية حوالي ألف سجين من سجني أبو غريب والتاجي.